# Lockheed EC-121 Warning Star
Dimensions
Le Lockheed EC-121 Warning Star est un avion de surveillance radar utilisé par l'United States Air Force et l'US Navy entre 1954 et 1978 (bien qu'un exemplaire soit resté en service dans la Navy jusqu'en 1982). Il s'agit de la version militaire du Lockheed Constellation et comporte deux grands radômes, un dôme vertical au-dessus et un autre horizontal sous le fuselage. Les EC-121 ont également été utilisés pour la collecte de renseignements (SIGINT). Les versions de l'US Navy initialement acquises (pré-1962) avaient pour désignation WV-1 (PO-1W, seuls deux seront construits en tant que prototypes), WV-2, et WV-3.

## Historique

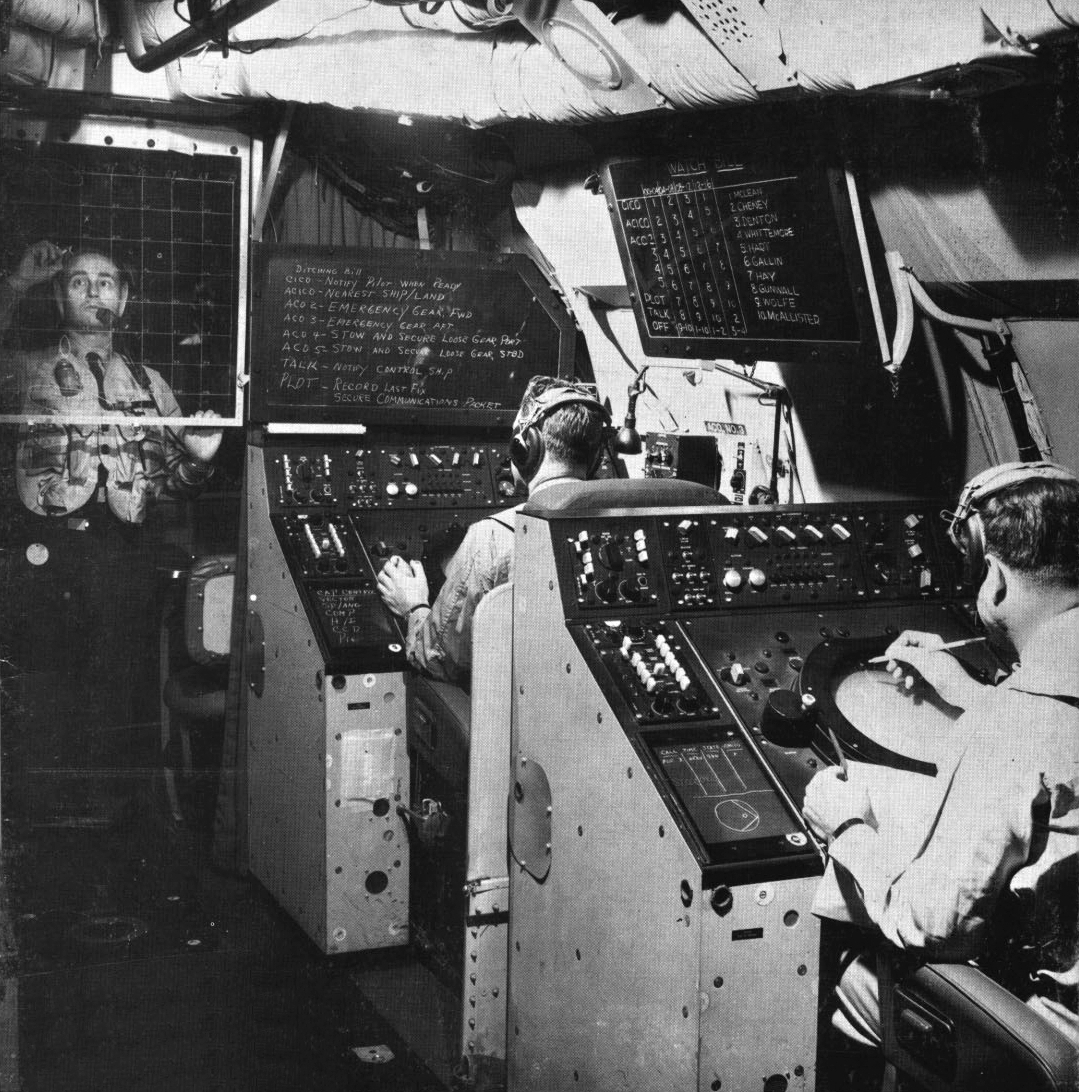
Opérateurs radars d'un EC-121K de l'US Navy durant un vol en 1961 de la Atlantic Barrier.

À partir de 1946, l'US emploie des B-17 modifiés comme premier avion d'alerte avancée aéroporté basé à terre. Nommé PB-1W, un total de 31 seront converti pour ce rôle mais il s'agissait d'une solution provisoire en attendant d'avoir un avion véritablement adapté pour ce rôle. 
Les leçons tirées du pilotage du PB-1W ont été appliquées au développement du Lockheed PO-1W (un avion de ligne Lockheed 749 Constellation redessiné plus tard désigné WV-1), qui a volé pour la première fois en 1949, et au très réussi Lockheed WV-2 (basé sur le célèbre L-1049G Super Constellation), qui a été livré pour la première fois en 1954. 142 exemplaires sont commandés.
Au début de la guerre froide, devant l'apparition des premiers bombardiers intercontinentaux de l'Aviation à long rayon d'action soviétique, il est décidé d'améliorer la surveillance aérienne de l'Amérique du Nord dans les années 1950. Des réseaux de stations radars sont construits en Alaska et au Canada pour surveiller l’Arctique dont la ligne DEW, des navires piquets radars et des escadres de WV-2 sont en mit en place pour dans le cadre des barrières de l'Atlantique (Barrier Atlantic, BARLANT)  et barrière du Pacifique (Barrier Pacific, BARPAC).
La BARLANT entre en service le 1er juillet 1956 et a effectué une couverture continue du passage entre le Groenland, l'Islande et les iles britanniques jusqu'au début de 1965.
Le BARPAC entre en service le 1er juillet 1958 et surveille de l'Alaska aux Îles Midway jusqu'au 30 avril 1965, l'escadre en charge compte 34 WV-2 et Super Constellation version cargo. 5 avions radars étant théoriquement en vol en permanence pour cette tache.
Avec le système Tri-Service de désignation des appareils militaires américains de 1962, les WV-2 sont désignés comme EC-121.
Les EC-121 ont servi en Asie du Sud-Est pendant la guerre du Viêt Nam entre 1965 et 1974 comme précurseurs du Boeing E-3 Sentry, notamment en soutien aux chasseurs de l'USAF engageant les intercepteurs MiG nord-vietnamiens lors des opérations Rolling Thunder et Linebacker I et II. L'EC-121 était surnommé « Connie » (diminutif de Constellation) par les pilotes de l'Air Force et « Willie Victor » par ceux de la marine, basé sur une version argotique de l'alphabet phonétique.

## Versions

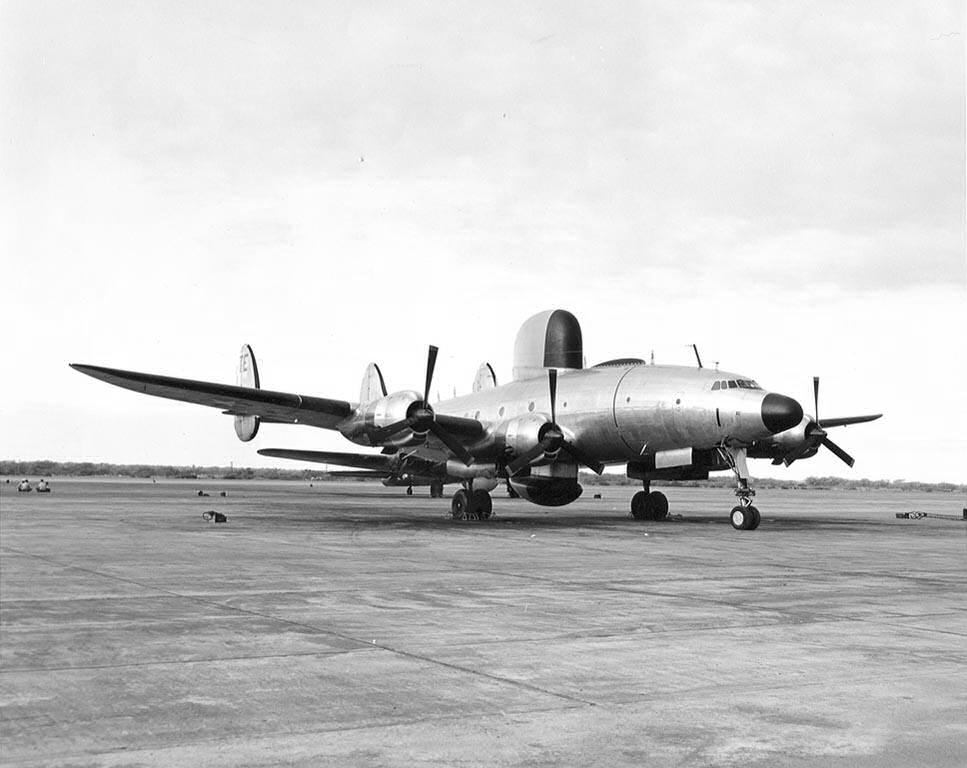
Prototype PO-1W (WV-1), 1952.

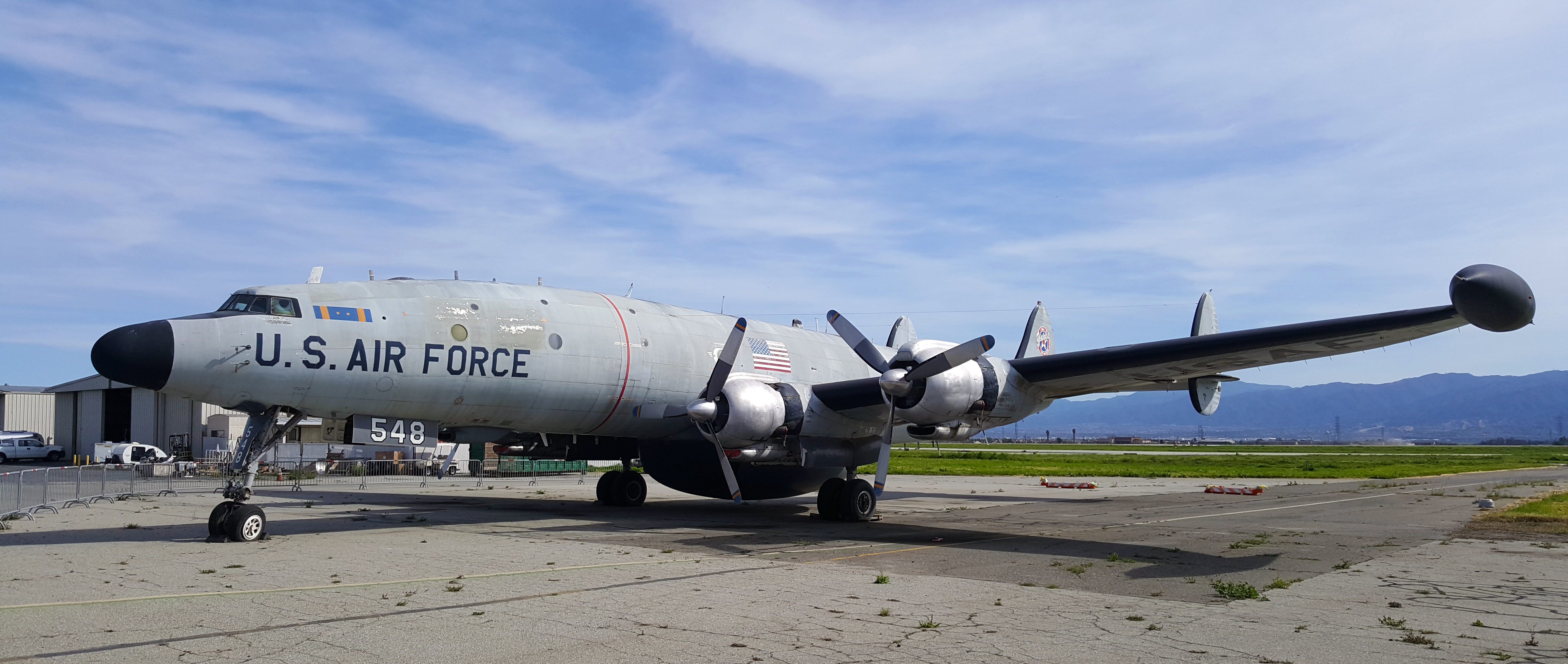
Lockheed 1049A Super Constellation (EC-121T) 1049A-55-86 N548GF (mars 2017).

NB : les données citées dans les sections Dimensions et plus bas dans l'infobox ci-contre s'appliquent uniquement pour les variantes WV-2/EC-121D.

### US Navy
- WV-1 (deux prototypes, L-749A Constellation, désignés PO-1W avant 1952)
- EC-121K (WV-2) : Principale variante de l'USN, désignée PO-2W avant 1952 ; 244 commandés, 142 produits (le reste est alloué à l'US Air Force).
- JC-121K : Un EC-121K utilisé comme banc d'essai par l'US Army
- NC-121K : Nombre inconnu modifié comme avions de mission spéciale
- YEC-121K : Un banc d'essai modifié
- EC-121L (WV-2E) : Un WV-2 modifié, banc d'essai pour faire tourner un dôme radar avec un radar AN / APS-70
- EC-121M (WV-2Q) : Variante de collecte électronique de renseignements (SIGINT), 13 WV-2 modifiés
- WC-121N (WV-3) : Variante de reconnaissance météo, 8 WV-2 modifiés
- EC-121P : Nombre inconnu de EC-121K modifiés comme variante anti-sous-marine
- JEC-121P : 3 EC-121P utilisés par l'USAF

### USAF
- RC-121C : 10 produits, variante USAF initiale
- JC-121C : 2 C-121C convertis et un TC-121C comme bancs d'essai
- TC-121C : 9 RC-121C modifiés avant 1962 en tant qu'avions d'entraînement
- CE-121D : 73 produits de 1953 à 1955 en tant que principale variante de l'USAF et un converti en C-121C, initialement prévu RC-121D
- CE-121H : 42 mises à niveau de l'USAF en 1962, 35 EC-121D et 7 WV-2 transférés de la Marine
- CE-121J : 2 EC-121D de l'USAF modifiés avec de l'électronique améliorée
- CE-121Q : 4 EC-121D modifiés avec de l'électronique améliorée pour les missions de l'USAF Gold Digger[4]
- CE-121R: 30 EC-121K / CE-121P transférés à l'US Air Force en 1966-1967 et converti en Batcat
- CE-121S : 5 EC-121 de l'USAF convertis pour la Pennsylvanie Air National Guard (en)
- CE-121T : Variante finale de l'USAF. Un total de 22 exemplaires ont été convertis à partir de 15 EC-121D et 8 EC-121H. Un est conservé au Peterson Air and Space Museum (en).
- XW2V-1 : Projet de développement de la marine avec de nouvelles fonctionnalités telles que 4 turbopropulseurs Allison T56- A8, ailes du Starliner L-1649A et missiles Bomarc. Resté au stade de projet ; a été désigné L-084 en raison des grandes différences par rapport aux versions précédentes.

## Accidents et incidents

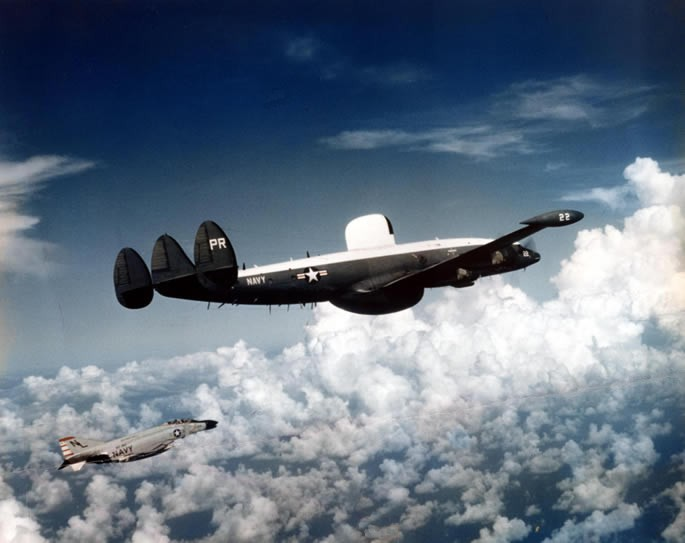
Un EC-121M de l'United States Navy similaire à celui qui fut abattu le 15 avril 1969.

Le 15 avril 1969, un EC-121M de l'USN est perdu au combat, tuant ses 31 membres d'équipage, lorsque deux MiG-21 nord-coréens l'ont abattu au-dessus de la mer du Japon (à environ 90 milles nautiques, soit 167 kilomètres, de la côte orientale de ce pays). L'administration Nixon ne choisira toutefois pas d'exercer des représailles contre la Corée du Nord en dehors de l'organisation d'une démonstration de puissance navale dans la mer du Japon quelques jours plus tard. Au lieu de cela, les vols de reconnaissance reprendront pour montrer que les États-Unis n'ont pas été intimidés par l'action tout en évitant en même temps une confrontation.
Un certain nombre de ces avions ont également été perdus par accidents (20 de la Navy et 11 de l'USAF).

### Développement lié
- Lockheed Constellation
- L-049 Constellation
- C-69 Constellation
- L-649 Constellation
- L-749 Constellation
- L-1049 Super Constellation
- C-121/R7V Constellation
- L-1649 Starliner

### Aéronefs comparables
- Boeing E-3 Sentry
- Fairey Gannet AEW.3 (en)
- Tupolev Tu-126